# کاروانسرای دشت نیمه
کاروانسرای دشت نیمه مربوط به دوره قاجار است و در ۱۷ کیلومتری لار، صحرای سه نخود، جنب مرغداری ایثارگران واقع شده و این اثر در تاریخ ۱۹ مرداد ۱۳۸۴ با شمارهٔ ثبت ۱۲۷۶۷ به‌عنوان یکی از آثار ملی ایران به ثبت رسیده است.